# 别洛列琴斯基 (卢甘斯克州)

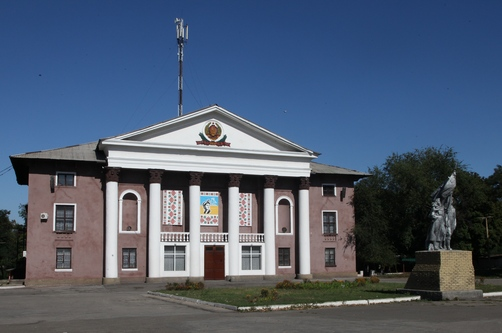
疗养院

48°26′34″N 39°6′7″E / 48.44278°N 39.10194°E
别洛列琴斯基（羅馬化：Belorechenskiy），或按乌克兰语译作比洛里琴斯基（烏克蘭語：Білоріченський），法理上是烏克蘭東部盧甘斯克州卢甘斯克区盧圖希內市鎮的鎮。該鎮發源自十八世紀，面積1.70平方公里，2011年人口3,443，人口密度每平方公里2,025.29人。
该镇作为卢图吉诺区的一部分，自2014年以来处于卢甘斯克人民共和国的控制之下。因此该镇仍实际上隶属于已被乌克兰政府废除的卢图吉诺区。